# Otto von Garnier
Otto Wladislaus Eduard Konstantin von Garnier (ur. 1 maja 1859 w Prudniku, zm. 17 czerwca 1947 w Hechingen) – niemiecki wojskowy w stopniu generała kawalerii podczas I wojny światowej.

## Życiorys
Urodził się 1 maja 1859 roku w Prudniku. Jego ojcem był pruski lejtnant Otto Wladislaus Aloys Joseph Ernst Eduard von Garnier (1830–1908), a matką Agnes Laurette von Mitzlaff (1837–1914).
1 października 1876 dołączył do 6 Pułku Huzarów im. Hrabiego Goetzena jako podchorąży. Później został rotmistrzem sztabu generalnego w Berlinie. Podczas służby w 14 dywizji Cesarstwa Niemieckiego w Szczecinie 22 marca 1897 został awansowany do rangi majora, a 11 września 1903 został podpułkownikiem w 2 Gwardii Ułanów w Berlinie.
Podczas I wojny światowej dowodził 4 Dywizją Kawalerii, V Korpusem Rezerwowowym i VII Korpusem Rezerwowym. Brał udział w walkach o Szampanię, bitwie pod Haelen, bitwie o Liège i bitwie nad Sommą. 21 listopada 1914 został poważnie ranny pod Ciechanowem. 17 listopada 1916 został odznaczony najwyższym niemiecki orderem wojskowym Pour le Mérite.

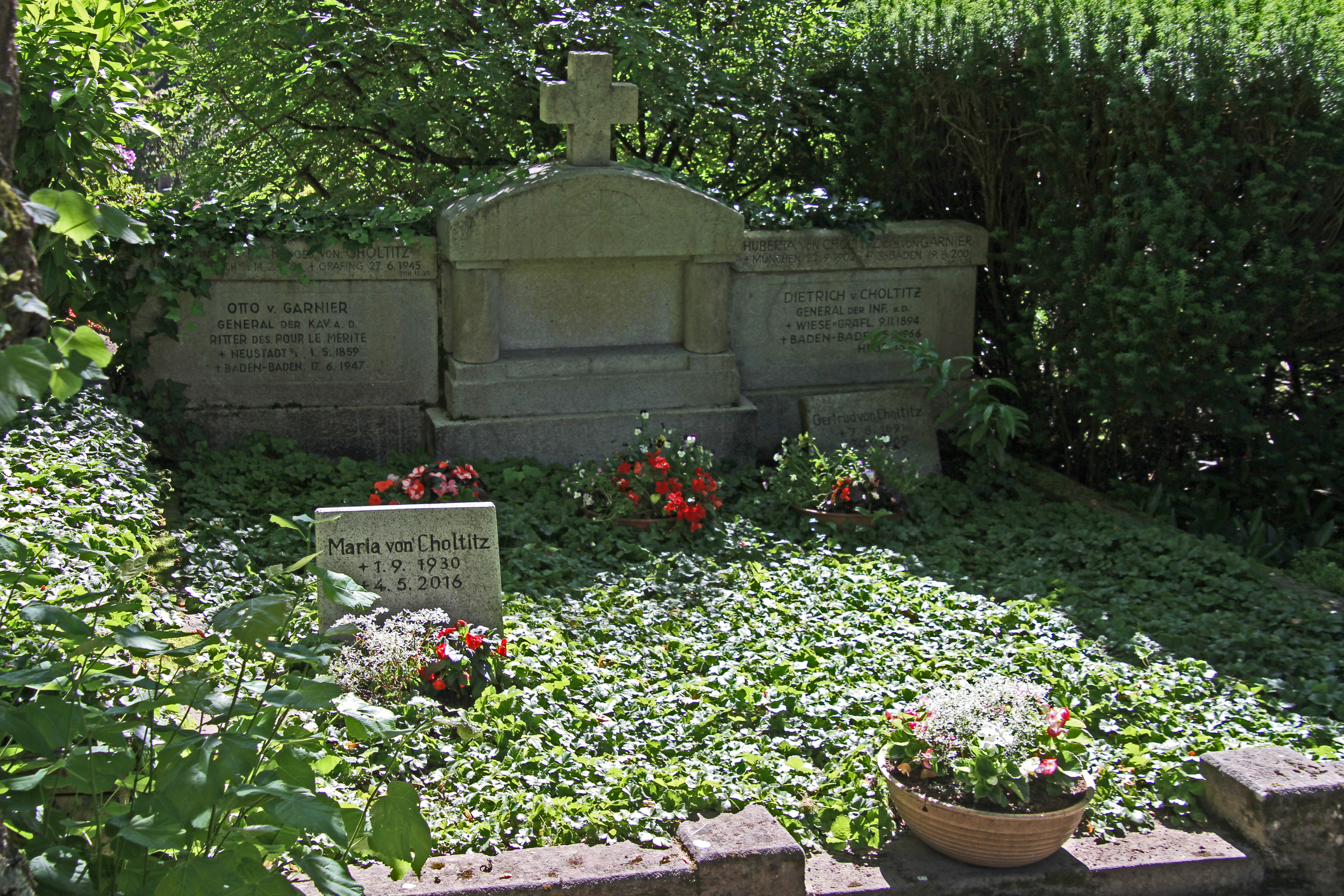
Grób Ottona von Garniera i Dietricha von Choltitza w Baden-Baden

Wycofał się ze służby w marcu 1918 i wrócił do Prudnika, gdzie 20 sierpnia 1929 jego córka Huberta (1902–2001) poślubiła generała piechoty Dietricha von Choltitza. Po zakończeniu II wojny światowej zamieszkał w Hechingen, gdzie zmarł 17 czerwca 1947. Został pochowany na cmentarzu w Baden-Baden razem z córką Hubertą zięciem Dietrichem von Choltitzem.

## Odznaczenia
Odznaczenia gen. von Garniera to między innymi
- Order Orła Czerwonego II klasy z liśćmi dębu
- Order Królewski Korony II klasy z gwiazdą
- Kawaler Orderu Hohenzollernów z mieczami na wstędze wojennej
- Order Pour le Mérite
- Krzyż Żelazny I klasy
- Krzyż Żelazny II klasy
- Odznaka za Służbę Wojskową
- Kawaler I klasy Orderu Lwa Zeryngeńskiego (Badenia)
- Oficer Orderu Zasługi Wojskowej (Bawaria)
- Krzyż Honorowy Reusski II klasy (Reuss)
- Komandor II klasy Orderu Alberta (Saksonia)
- Krzyż Zasługi III klasy Orderu Domowego Schaumburg-Lippe (Schaumbug-Lippe)
- Komandor Orderu Korony Wirtemberskiej (Wirtembergia)
- Komandor Orderu Oranje-Nassau (Niderlandy)
- Order Świętego Stanisława II klasy z gwiazdą (Imperium Rosyjskie)
- Krzyż Zasługi Wojskowej II klasy (Hiszpania)